# Sankuru (Fluss)
Der Sankuru (im Oberlauf Lubilasch) ist mit etwa 1230 km der längste Nebenfluss des Kasai in der Demokratischen Republik Kongo, Afrika.

## Verlauf
Als Lubilasch entspringt der Fluss in der Provinz Lualaba in den Nordausläufern des Mittelteils der Lundaschwelle. Von seiner Quelle, die sich nordöstlich von Kasaji bzw. südöstlich von Kafakumba befindet, fließt er zuerst in Richtung Norden. Nach knapp 460 km wechselt der Fluss seinen Namen in Sankuru. Sein Wasser fällt über teils große Wasserfälle, wonach es sich etwa ab Lusambo in Richtung Westen wendet; von dieser Stadt an ist der Sankuru schiffbar. Bei Bena-Bendi mündet er in den Kasai.